# ゲルマニア・インフェリオル

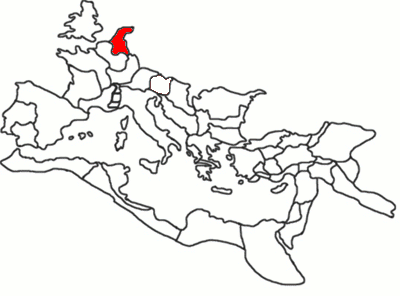
ゲルマニア・インフェリオル属州の位置（120年頃のローマ帝国）

ゲルマニア・インフェリオル（ラテン語: Germania Inferior）は、ローマ帝国の属州のひとつである。日本語では下ゲルマニア、低地ゲルマニア、遠ゲルマニアなどと訳される。南にガリア・ベルギカ、南東にゲルマニア・スペリオルの各属州に面していた。
ライン川の左岸に位置し、その領域は、現在のオランダ南西部、ベルギー、ルクセンブルク、フランス北東部、およびドイツ西部にあたる。州都はコロニア・アグリッピネンシス（Colonia Agrippinensis）で、現在のケルンにあたる。

## 歴史
ローマ軍が初めてこの地方に侵攻したのは、ガイウス・ユリウス・カエサルによるガリア戦争のときである。カエサルの侵攻は紀元前57年に行われ、その後3年間に、エブロネス族やメナピィ族など現地のベルガエ人を制圧した。
ゲルマニア・インフェリオルは、紀元前50年頃はまだガリア・ベルギカの一部であり、この頃からローマ人の植民地が築かれ始めた。90年にゲルマニア・インフェリオルはローマ帝国の属州となり、その後にローマ皇帝が直轄する皇帝属州となった。隣り合うゲルマニア・スペリオル属州と合わせてゲルマニアを構成する。
ゲルマニア・インフェリオルにはいくつかのローマ軍団が駐留し、EX.GER.INF（Exercitus Germania Inferior）の略称で表された。その中でも、第1軍団ミネルウィアや第30軍団ウルピア・ウィクトリクスは長く当地に駐留し続けた。また、ローマ海軍もカストラ・ウェテラ（現：クサンテン）やアグリッピネンシスに駐留し、ライン川や北海沿岸の警備を務めた。

## 主な植民都市
- コロニア・アグリッピネンシス （Colonia Agrippinensis、州都、現ケルン）
- カストラ・ウェテラ （Castra Vetera、現クサンテン近く）
- コロニア・ウルピア・トライアナ （Colonia Ulpia Traiana、現クサンテン近く）
- ウルピア・ノウィオマグス・バタウォルム （Ulpia Noviomagus Batavorum、現ナイメーヘン）
- トライェクトゥム・アド・レヌム （Trajectum ad Rhenum、現ユトレヒト）
- アトゥトゥカ・トゥングロルム （Atuatuca Tungrorum、現トンゲレン）
- トルナクム （Tornacum、現トゥルネー）
- ボナ （Bona、現ボン）

## 参考資料
- Jona Lendering, De randen van de aarde. De Romeinen tussen Schelde en Maas, (2000 Amsterdam)